# Камин (Росток)
Камин (њем. Cammin) општина је у њемачкој савезној држави Мекленбург-Западна Померанија. Једно је од 59 општинских средишта округа Бад Доберан. Према процјени из 2010. у општини је живјело 823 становника. Посједује регионалну шифру (AGS) 13051016.

## Географски и демографски подаци
Камин се налази у савезној држави Мекленбург-Западна Померанија у округу Бад Доберан. Општина се налази на надморској висини од 42 метра. Површина општине износи 32,1 km². У самом мјесту је, према процјени из 2010. године, живјело 823 становника. Просјечна густина становништва износи 26 становника/km².